# Tetracampidae
Die Tetracampidae bilden eine Hautflüglerfamilie innerhalb der Überfamilie der Erzwespen (Chalcidoidea).

## Taxonomie
Die Familie Tetracampidae wurde 1856 von dem Entomologen Arnold Foerster eingeführt. Die Typusgattung ist Tetracampe Foerster, 1841.

## Merkmale
Die Tetracampidae (zumindest die Weibchen) weisen 5-gliedrige Tarsen auf. Die Fühler weisen weniger als 13 Glieder auf, jedoch mindestens 5 Funikularglieder. Weiterhin sind die protibialen Sporne mäßig stark ausgeprägt und deutlich gespalten. Der Hinterrand des Pronotums ist sehr schmal und liegt eng am Mesoscutum an.

## Verbreitung
Die Tetracampidae sind kosmopolitisch verbreitet. Zwei Gattungen sind fossil in Bernstein erhalten.

## Lebensweise
Über die Lebensweise der Tetracampidae ist noch wenig bekannt. Einige Arten parasitieren Minierer. Die europäischen Arten der Gattung Dipriocampe sind Endoparasiten von Diprionidae-Eiern. Die britischen Arten der Gattung Foersterella sind Endoparasiten von Eiern der Schildkäfer-Gattung Cassida.

## Innere Systematik
Die Tetracampidae  werden wie folgt gegliedert:
- Bouceklytinae†
  - Bouceklytus† Yoshimoto, 1975 – 1 Art (B. arcuodens); kanad. Berstein
- Distylopinae†
  - Distylopus† Yoshimoto, 1975 – 1 Art (D. bisegmentus); kanad. Bernstein
- Mongolocampinae
  - Electrocampe† Trjapitzin & Manukyan, 1995 – 1 Art (E. sugonjaevi); baltischer Bernstein
  - Eremocampe Sugonjaev, 1971 – 3 Arten; Zentralasien, Kleinasien
  - Mongolocampe Sugonjaev, 1971 – 4 Arten; Mongolei, China
  - Platyneurus Sugonjaev, 1971 – 2 Arten; Mongolei, China
- Platynocheilinae
  - Platynocheilus Westwood, 1837 – 5 Arten; Nearktis, West-Paläarktis, Zentralasien
- Tetracampinae
  - Afrocampe Gumovsky, 2018 – 1 Art (A. prinslooi); Südafrika
  - Cassidocida Crawford, 1913 – 1 Art (C. aspidomorphae); Orientalis
  - Diplesiostigma Girault, 1920 – 2 Arten; Australien
  - Dipriocampe Boucek, 1957 – 3 Arten; West-Paläarktis, Nearktis
  - Epiclerus Haliday, 1844 – 20 Arten; Afrotropis, Paläarktis, Nearktis, Neotropis, Orientalis, Australasien
  - Foersterella Dalla Torre, 1897 – 10 Arten; West-Paläarktis, Afrotropis, Orientalis, Australasien
  - Kilomotoia Gumovsky, 2016 – 1 Art (K. kitoko); Afrotropis
  - Niticampe Boucek, 1988 – 1 Art (N. metallica); Australien
  - Tetracampe Foerster, 1841 – 2 Arten; West-Paläarktis, Papua-Neuguinea